# 苟秀英
苟秀英（1920年2月—2014年1月31日），四川省通江县人，中华人民共和国政治人物。
早年参加中国工农红军、参加长征。之后供职于延安兵工厂。1961年1月，进入重庆造纸厂，1978年1月任重庆造纸厂工会主席。2014年去世。